# Nigel Mansell Sunseeker International Classic
De Nigel Mansell Sunseeker International Classic was een golftoernooi van de Europese Senior Tour van 2003 tot en met 2005. De gastheer was Formule 1-kampioen Nigel Mansell op zijn Woodbury Park Golf & Country Club, ongeveer 12km ten zuidwesten van Exeter.

## Edities
De eerste editie vond plaats in 2003. Het toernooi bestond uit drie rondes van 18 holes. Mansell speelde altijd als amateur mee. In 2003 eindigde hij met een score van +7 op de 60ste plaats, in 2004 en 2005 eindigde hij met +10 op de 62ste en 52ste plaats.
| Jaar                                                        | Winnaar                                                     |
| Nigel Mansell Classic, presented by Sunseeker International | Nigel Mansell Classic, presented by Sunseeker International |
| ----------------------------------------------------------- | ----------------------------------------------------------- |
| 2003                                                        | Mike Miller                                                 |
| Nigel Mansell Sunseeker International Classic               |                                                             |
| 2004                                                        | Seiji Ebihara                                               |
| 2005                                                        | Jim Rhodes                                                  |